# Nasr Hamid Abu Zayd
Nasr Hamid Abu Zayd (en árabe: نصر حامد ابو زيد) (Ṭanṭā, Egipto, 7 de octubre de 1943-El Cairo,  Egipto, 5 de julio de 2010) fue un intelectual egipcio.

## Trayectoria
Asistió a la Universidad de El Cairo y recibió un doctorado en estudios islámicos y árabes. Sus escritos e investigaciones sobre la exégesis coránica, incluyen su conocida Crítica del Discurso Islámico (1995) que ofendió a algunos fundamentalistas islámicos.
En 1993 un colega lo denunció en una importante mezquita de El Cairo y los radicales islámicos solicitaron la anulación de su matrimonio en un tribunal de familia, basándose en que sus escritos demostraban su apostasía y que bajo la ley egipcia una mujer musulmana no puede casarse con un hombre que no sea musulmán.
Aunque la corte declinó pronunciar sentencia, un tribunal de apelaciones divorció a Nasr Hamid y su esposa, una decisión más tarde confirmada por la Corte Suprema de Egipto. El caso atrajo preocupación generalizada entre los intelectuales y grupos de derechos humanos. Desde 1995, Nasr Hamid vivió en exilio en los Países Bajos; su cónyuge sí ha podido visitar varias veces Egipto.

## Obra en español
- Nasr Hamid Abu Zayd e Hilal Sezgin: El Corán y el futuro del islam, traducción de Gabriel Menéndez Torrella, Barcelona, Herder, 2009

## Otras publicaciones
- The Qur'anic Concept of Justice (La noción de justicia según el Corán). En: polylog: Forum for Intercultural Philosophy n.º 3, 2001.

- Spricht Gott nur Arabisch? (¿Dios, solo habla árabe?) En: Die Zeit. Jahrgang 2003, N.º. 5, 23 de enero de 2003